# Американский ромбический уж
Американский ромбический уж (лат. Nerodia rhombifer) — вид змей семейства ужеобразных. Видовое название происходит от лат. rhombus («ромб») и fero («нести»), отсылая к рисунку на спине.

## Внешний вид
Некрупные змеи длиной тела 76—122 см. Максимальная зафиксированная длина — 175,3 см. Голова заметно шире шеи и широко уплощена. Хвост короткий, занимает 20-27 % общей длины. Предглазничный щиток один, редко два или три, заглазничных три, реже два. Верхнегубных щитков обыно 8, но может быть от 7 до 11. Вокруг середины тела 25—31 (обычно 27) чешуй с выраженными рёбрышками. Брюшных чешуй 137—152 у самцов и 135—150 у самок. Анальный щиток разделённый. Подхвостовых щитков 68—88 у самцов и 56—73 у самок. У самцов на подбородке имеются многочисленные бугорки. Окраска светло-коричневая или грязно-жёлтая, с тёмно-коричневыми отметинами в форме звеньев цепи, окружающими ромбические светлые участки. Брюхо жёлтое с чёрными или тёмно-коричневыми пятнами, которые могут быть круглыми или в форме полумесяца. У молодых змей рисунок выражен лучше, а брюхо имеет оранжевый оттенок.

## Ареал и образ жизни
Распространён в Соединённых Штатах Америки и Мексике от Канзаса, юго-восточной Айовы, Иллинойса и юго-западной Индианы до юго-западного Юкатана. Обычно обитает на высоте до 500 м над уровнем моря, но в штате Коауила встречается на высоте 745 м над уровнем моря. Ведёт полуводный образ жизни, встречаясь по берегам озёр, прудов, рек, ручьёв, болот, каналов и канав. Активен ночью. Зимует под землёй около водоёмов. Питается рыбой и бесхвостыми земноводными

### Размножение

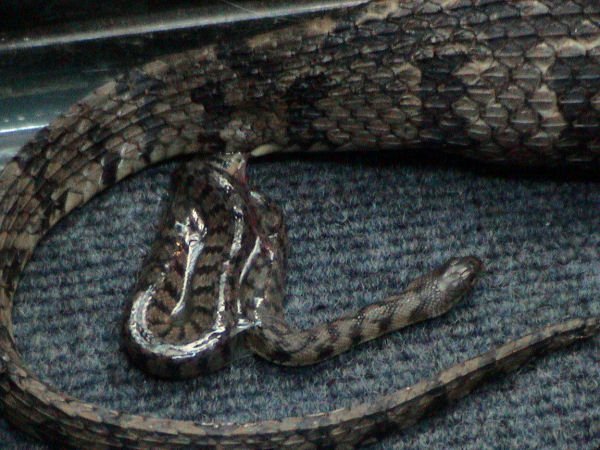
Самки американских ромбических ужей рожают живых детёнышей

Яйцеживородящий вид, хотя имеются сведения о передаче питательных веществ от матери к плоду. Самки рождают 8—35 детёнышей. Известен случай факультативного партеногенеза в неволе.

## Подвиды
Выделяют три подвида: 
- Nerodia rhombifer blanchardi (Clay, 1938) — обитает в восточной Мексике в штате Тамаулипас и на севере Веракруса. Рисунок на спине менее выраженный, чем у других подвидов;
- Nerodia rhombifer rhombifer (Hallowell, 1852) — номинативный подвид. Распространён в США. Рисунок очень контрастный. Брюхо с тёмно-серыми, коричневыми или чёрными пятнами в форме полумесяца;
- Nerodia rhombifer werleri (Conant, 1953) — Обитает на юго-востоке Мексики в штатах Веракрус и Пуэбла. Отличается рисунком из отметин, идущих по средней линии спины.